# Émile Renard
Pour les articles homonymes, voir Renard (homonymie).
Émile Renard, né à Sèvres le 5 octobre 1850 et mort le 4 août 1930 à Barbizon, est un peintre français.

## Biographie

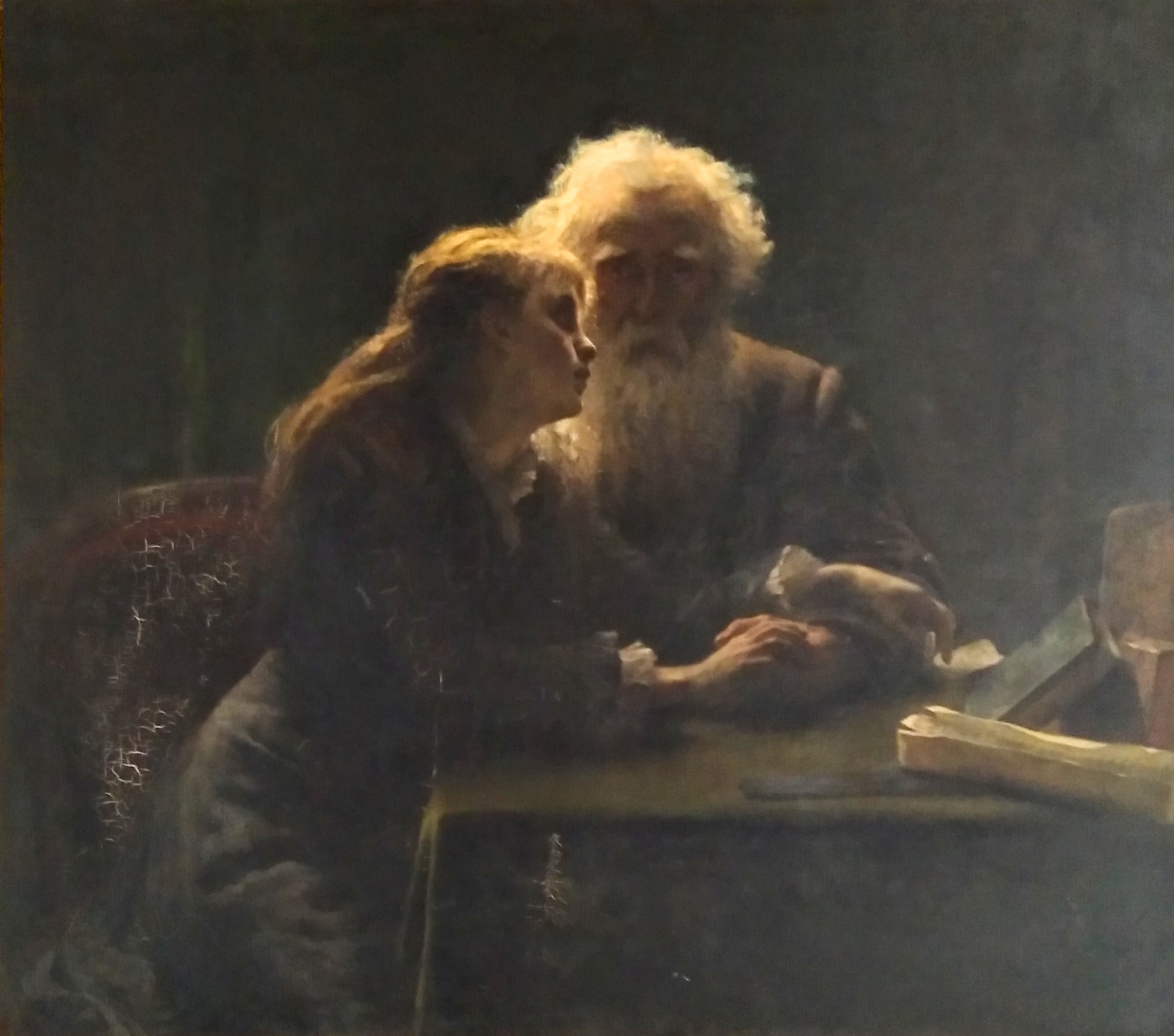
La Mauvaise Nouvelle, Hôtel de ville de Nérac.

Émile Renard est le fils de Constant Renard, tourneur en porcelaine, et Henriette Brault.
Dans la capitale, il est l'élève d'Alexandre Cabanel et César De Cock.
Engagé pendant la guerre de 1870, il revient à Paris, où il expose pour la première fois au Salon des artistes français en 1873.
Professeur à l'École Nationale supérieur des beaux-arts, il est vice-président de la société des artistes français.
En 1876, il reçoit une médaille de troisième classe en 1876, deuxième classe en 1889, puis la même année une médaille d’argent à l’Exposition universelle de Paris de 1889.
En 1894, son œuvre Matines (Religieuses descendant à matines) lui vaut la reconnaissance et la Légion d'honneur.
La médaille d'honneur du salon lui sera donnée en 1911 et le prix Bonnat en 1924.
Veuf de Jeanne Benunc, il épouse en secondes noces Marguerite Madeleine Pihet.
Mort le 4 août dans sa résidence secondaire de Barbizon, il est inhumé le 6 août 1930 au cimetière du Montparnasse.

## Distinctions
- Officier de la Légion d'honneur (1929). Il est nommé chevalier de la Légion d'honneur en 1896[2]